# 東佐久間中継局
東佐久間中継局（ひがしさくまちゅうけいきょく）は、静岡県浜松市天竜区に置かれているテレビとFMラジオ放送の中継局。

## 所在地
- 浜松市天竜区佐久間町大井（大滝）[1][2][3][4]

## 中継局概要

### デジタルテレビ放送
| リモコン 番号 | 放送局名            | チャンネル 番号 | 空中線 電力 | ERP | 偏波面   | 放送対象地域 | 放送区域 内世帯数 | 運用開始日    |
| ------------- | ------------------- | --------------- | ----------- | --- | -------- | ------------ | ----------------- | ------------- |
| 1             | NHK静岡 総合        | 50              | 1W          | 3W  | 水平偏波 | 静岡県       | 約870世帯         | 2010年6月21日 |
| 2             | NHK静岡 教育        | 45              | 1W          | 3W  | 水平偏波 | 全国         | 約870世帯         | 2010年6月21日 |
| 4             | SDT 静岡第一テレビ  | 29              | 1W          | 3W  | 水平偏波 | 静岡県       | 約870世帯         | 2010年6月21日 |
| 5             | SATV 静岡朝日テレビ | 26              | 1W          | 3W  | 水平偏波 | 静岡県       | 約870世帯         | 2010年6月21日 |
| 6             | SBS 静岡放送        | 47              | 1W          | 3W  | 水平偏波 | 静岡県       | 約870世帯         | 2010年6月21日 |
| 8             | SUT テレビ静岡      | 52              | 1W          | 3W  | 水平偏波 | 静岡県       | 約870世帯         | 2010年6月21日 |

#### 放送エリア
- 浜松市天竜区の一部[3][4]

#### 歴史
- 2010年5月27日 - 予備免許交付[3]
- 2010年5月31日 - 試験放送開始
- 2010年6月17日 - 本免許交付[4]
- 2010年6月21日 - 本放送開始[1][5]

### FMラジオ放送
| 周波数 （MHz） | 放送局名   | 空中線 電力 | ERP  | 偏波面   | 放送対象地域 | 放送区域 内世帯数 | 運用開始日    |
| -------------- | ---------- | ----------- | ---- | -------- | ------------ | ----------------- | ------------- |
| 83.8           | NHK静岡 FM | 3W          | 4.5W | 水平偏波 | 静岡県       | 約-世帯           | 1971年9月30日 |

#### その他
- 放送エリアは、浜松市天竜区の一部。
- なお、静岡エフエム放送（K-mix）は当地に中継局を設置していない。

### アナログテレビ放送
| チャンネル 番号 | 放送局名            | 空中線 電力       | ERP                 | 偏波面   | 放送対象地域 | 放送区域 内世帯数 | 運用開始日    | 放送終了日    |
| --------------- | ------------------- | ----------------- | ------------------- | -------- | ------------ | ----------------- | ------------- | ------------- |
| 3               | NHK静岡 総合        | 映像1W/ 音声250mW | 映像3.6W/ 音声910mW | 水平偏波 | 静岡県       | 約-世帯           | 1964年10月1日 | 2011年7月24日 |
| 9               | NHK静岡 教育        | 映像1W/ 音声250mW | 映像2.3W/ 音声570mW | 水平偏波 | 全国         | 約-世帯           | 1964年10月1日 | 2011年7月24日 |
| 11              | SBS 静岡放送        | 映像1W/ 音声250mW | 映像3.3W/ 音声830mW | 水平偏波 | 静岡県       | 約-世帯           | 1964年10月1日 | 2011年7月24日 |
| 31              | SDT 静岡第一テレビ  | 映像3W/ 音声750mW | 映像12W/ 音声3W     | 水平偏波 | 静岡県       | 約-世帯           | 1984年4月11日 | 2011年7月24日 |
| 33              | SATV 静岡朝日テレビ | 映像3W/ 音声750mW | 映像12W/ 音声3W     | 水平偏波 | 静岡県       | 約-世帯           | 1984年4月11日 | 2011年7月24日 |
| 35              | SUT テレビ静岡      | 映像3W/ 音声750mW | 映像13.5W/ 音声3.4W | 水平偏波 | 静岡県       | 約-世帯           | 1984年4月11日 | 2011年7月24日 |

- 全局2011年7月24日の正午をもって放送終了し、デジタルテレビ放送に完全移行した。